# Pyrostria angustifolia
Pyrostria angustifolia là một loài thực vật có hoa trong họ Thiến thảo. Loài này được (A.Rich. ex DC.) Cavaco miêu tả khoa học đầu tiên năm 1967.